# ویلیام دیرینگ
ویلیام دیرینگ (انگلیسی: William Deering; ۲۵ آوریل ۱۸۲۶ – ۹ دسامبر ۱۹۱۳) کارآفرین اهل ایالات متحده آمریکا بود، که در سال ۱۹۰۲ شرکت هاروستر را تأسیس کرد.